# 阿凡达的艺术：詹姆斯·卡梅隆的史诗冒险
《阿凡达的艺术：詹姆斯·卡梅隆的史诗冒险》（英語：The Art of Avatar: James Cameron's Epic Adventure）由艾布拉姆斯图书于2009年11月30日发行。
这本书是电影阿凡达的官方电影手册，专门介绍了电影中使用的一些艺术概念设计。主要作者是利萨·菲兹帕特里克。制作人琼·兰达为此书作序，詹姆斯·卡梅隆撰写后记，导演彼得·杰克逊则负责引言。 
这本书包含了草图、接景图、素描、剧照在内的200多幅全彩图像。 它详细介绍了拍摄过程中风景、地貌和空战镜头的场景设计，以及电影中出现的夜光植物以和动物。整书穿插了数位艺术导演，视觉效果设计师，动画制作师、服装设计师和生物造型设计师就他们各自在电影制作中扮演的角色所进行的访谈，以及他们对前期制作中艺术处理是如何为电影服务的看法。
2009年11月，今日美国将此书选为2009年流行文化类的首选礼品书。